# Ole Einar Bjørndalen
Pour les articles homonymes, voir Bjørndalen.
Ole Einar Bjørndalen, né le 27 janvier 1974 à Simostranda (Norvège), est un biathlète norvégien. Il totalise quatorze médailles aux Jeux olympiques d'hiver obtenues entre 1998 et 2014 et est seulement devancé par sa compatriote skieuse de fond Marit Bjørgen qui a battu son record en 2018.
Il possède le plus grand palmarès de l'histoire du biathlon : huit titres olympiques, dont les quatre mis en jeu lors de l'édition de Salt Lake City en 2002, vingt titres mondiaux, dont onze titres individuels et six gros globes de cristal, trophées récompensant la victoire au classement général de la Coupe du monde. Il est le sportif le plus titré de l'histoire du ski, ayant battu le record de 86 victoires en Coupe du monde du skieur alpin suédois Ingemar Stenmark avec, à ce jour, 115 victoires en comptant les relais. Ses capacités de fondeur lui ont permis de remporter une épreuve de la Coupe du monde de ski de fond en 2006. Sur une décennie, de la fin des années 1990 à 2007, le biathlon est rythmé par sa rivalité au sommet avec le Français Raphaël Poirée.
Les 8 et 19 février 2014 lors des Jeux olympiques de Sotchi, à l'âge de 40 ans, il remporte le sprint, puis onze jours plus tard le relais mixte avec la Norvège, pour dépasser son compatriote Bjørn Dæhlie avec le plus grand nombre de podiums dans l'édition olympique hivernale. On le surnomme le « roi du biathlon » ou le « roi Ole ». À Sotchi en février 2014, Ole Einar Bjørndalen est élu par ses pairs à la commission des athlètes du Comité international olympique, dont il devient membre pour une période de huit ans. Dix ans plus tard, en 2024, il obtient une médaille supplémentaire (en bronze) pour les Jeux 2014, à la suite de la disqualification du relais russe pour dopage.
À 41 ans, il commence la saison 2015-2016 de Coupe du monde par une victoire sur le 20 km individuel à Östersund le 2 décembre 2015 pour porter son total record à 95 succès.
Il annonce le 5 avril 2016 son intention de poursuivre sa carrière jusqu'aux Jeux olympiques de Pyeongchang et sa démission du CIO compte tenu de son emploi du temps sportif. Il révèle aussi sa relation avec Darya Domracheva avec qui il se marie en juillet 2016. Leur premier enfant, une fille, naît le 1er octobre. En février 2017 à Hochfilzen, il décroche sa quarante-cinquième et dernière médaille aux championnats du monde, record absolu en biathlon, en obtenant le bronze sur la poursuite.
Ses résultats insuffisants lors de l'hiver 2017-2018 ont pour conséquence sa non-sélection pour les Jeux de Pyeongchang qu'il comptait pourtant disputer à l'âge de 44 ans. Le 3 avril 2018, il annonce qu'il prend sa retraite sportive. En 2019, tout comme son épouse, il devient entraîneur des biathlètes chinois, dans la perspective des Jeux olympiques d'hiver de 2022. Il se retire à l'issue de sa mission en Chine, qui n'a pas été un succès.

## Biographie

### Première années
Né à Drammen, Ole Einar Bjørndalen est le quatrième d'une famille de cinq enfants et a été élevé dans une ferme près de Simostranda, dans des conditions « très modestes ». Ole Einar Bjørndalen commence à pratiquer à la fois le biathlon et le ski de fond à partir de l'âge de dix ans, se concentrant essentiellement sur le biathlon à partir de dix-sept ans, en suivant les pas de son frère Dag, déjà biathlète en activité,. Principalement skieur en style classique à l'origine, il adopte ensuite la technique du skating, dite du pas du patineur (appelée en compétition style libre) qui est celle qui est utilisée dans le biathlon.
Il justifie son choix de se tourner vers le biathlon en déclarant que pour lui que le « tir mêlé au ski de fond est plus amusant que le ski de fond tout seul ».

### Carrière

#### Débuts en équipe nationale
Alors qu'il a dix-huit ans et qu'il est parmi les meilleurs fondeurs en Norvège, il n'est pas retenu par la sélection nationale de ski de fond et est redirigé vers celle de biathlon.
Après une première participation aux Championnats du monde junior en 1992, où il décroche une médaille de bronze dans l'épreuve par équipes, il remporte, lors l'édition suivante, trois titres en quatre courses, l'Individuel et le sprint, et la course par équipes. Il est le premier biathlète masculin à avoir décroché trois médailles d'or aux Championnats du monde junior.
C'est durant la saison 1992-1993 qu'il débute sur le circuit de la Coupe du monde, à l'occasion d'un Individuel disputé à Kontiolahti et qu'il termine vingt-neuvième. Il termine cette saison à la soixante-deuxième place. L'année suivante, il a progressé à la trentième, disputant également ses premiers Jeux, les Jeux de Lillehamer. Sélectionné au détriment d'Eirik Kvalfoss, il n'obtient pas de résultat significatif durant les épreuves, disputées à domicile, obtenant son meilleur résultat lors du sprint avec une vingt-huitième place. Cet hiver, il est monté sur son premier podium en Coupe du monde à l'occasion du sprint de Bad Gastein, deux jours après son premier top dix obtenu dans la même localité puis obtiendra deux autres podiums durant cette saison.
Un an plus tard, il est sélectionné pour ses premiers Championnats du monde qui ont lieu à Anterselva où il prend la quatrième place lors du sprint.
Il continue aussi sa progression au classement de la Coupe du monde, obtenant la quatrième place du classement général de la Coupe du monde en 1995, puis la neuvième en 1996. C'est durant cette dernière saison qu'il remporte sa première victoire en Coupe du monde, lors de l'Individuel de Antholz-Anterselva en Italie devant Vladimir Dratchev, sa trente-et-unième course individuelle dans l'élite.
Lors de la saison 1996-1997, il ajoute trois victoires en Coupe du monde etl termine à la deuxième place du classement général, remportant au passage un premier globe de cristal dans une discipline, le globe du sprint. Il remporte également ses premières médailles en grand championnat, aux Mondiaux de Brezno-Osrblie, avec le bronze lors de la poursuite, remportant également l'argent avec le relais norvégien.

#### 1998-2001: les premiers titres
En 1998, lors des Jeux de Nagano, il termine à la seconde place du relais où il a permis aux Norvégiens de remonter de deux rangs en tant que dernier relayeur, relais composé également de Egil Gjelland, Halvard Hanevold, et de son frère Dag Bjørndalen. Il a aussi pris la sixième place sur l'Individuel malgré quatre tirs manqués sur vingt. Auparavant, il avait remporté le titre du sprint 10 km, sa première médaille d'or individuelle en championnat international. Cette victoire s'inscrit dans le contexte où, la veille, la course avait été arrêtée en raison des conditions climatiques. Or cette annulation avait été faite au moment où il entamait son dernier tour à ski alors qu'il était en tête à l'issue des derniers tirs.
Après deux nouvelles médailles mondiales à Pokljuka, l'or dans la compétition par équipes, et l'argent lors de la poursuite, il termine pour la première fois en tête du classement général de la Coupe du monde remportant ainsi son premier gros globe de cristal, et également son deuxième globe du sprint.
Lors de la saison suivante, il est devancé par l'Allemand Sven Fischer au classement général de la Coupe du monde,. Lors des Mondiaux de Kontiolahti, il remporte deux médailles de bronze, d'abord avec le relais, laissant le titre aux Biélorusses dans le dernier relais après lui-même commis cinq erreurs au tir, puis sur la mass start.
L'année suivante, c'est le Français Raphaël Poirée qui le prive du globe de cristal récompensant le gagnant du classement général de la Coupe du monde. Il remporte toutefois deux globes de spécialité, celui du sprint et de la poursuite. Lors des Mondiaux d'Oslo, il ajoute deux médailles à son palmarès, l'argent lors du relais et le bronze sur la mass start, épreuve remportée par son adversaire français Poirée.
La saison suivante, Bjørndalen termine de nouveau à la deuxième place du classement général de la Coupe du monde derrière Poirée qui remporte son deuxième globe, la victoire finale s'étant décidée à l'issue de la dernière épreuve. Il a notamment gagné les trois courses qui ont eu lieu à Soldier Hollow, site des prochains Jeux olympiques à Salt Lake City. Lors des Mondiaux disputés à Pokljuka en Slovénie, il remporte deux nouvelles médailles, l'argent sur la mass start, épreuve dont il ne peut disputer la victoire face à Poirée en raison d'une chute, et le bronze avec le relais norvégien, épreuve également remportée par le relais français.

#### 2002-2007: domination et rivalité avec Raphaël Poirée
La saison 2001-2002 est ponctuée par les Jeux olympiques de Salt Lake City qui sera la troisième participation de Bjørndalen à cet événement. En décembre 2001, il réalise le doublé à Hochfilzen en remportant le sprint puis la poursuite malgré huit tirs manqués, ce qui resteront ses deux seuls succès avant les Jeux.
Surnommé le roi du Biathlon, roi Ole ou encore le Cannibale, Ole Einar Bjørndalen est invaincu lors des Jeux olympiques de Salt Lake City en remportant les quatre titres mis en jeu en biathlon (Individuel, sprint, poursuite et relais), tout en ayant obtenu la cinquième place du 30 km style libre de ski de fond. Il est l'athlète le plus titré lors de cette compétition et est seulement le troisième sportif à obtenir au moins quatre titres olympiques en une seule édition des Jeux d'hiver après les patineurs de vitesse Lydia Skoblikova et Eric Heiden, alors qu'en biathlon il est le premier à en remporter au moins trois dans les mêmes jeux. Avec le quatrième titre olympique désormais en sa possession après la poursuite, il égale le record du nombre de médailles d'or obtenues par un biathlète détenu par Aleksandr Tikhonov (qui a remporté quatre titres en relais). Ces performances lui valent la distinction du sportif norvégien de l'année, étant le deuxième biathlète à recevoir la récompense après Eirik Kvalfoss en 1984. Le Français Raphaël Poirée le prive toutefois de la victoire en Coupe du monde qu'il finira à la troisième place. Ces performances l'élèvent au rang de rock-star dans son pays où le biathlon est un sport roi. Il est désormais appelé de manière courante OEB en Norvège. Au niveau mondial, grâce à ses victoires et son charisme, il contribue à la popularité croissante du biathlon.
En décembre 2002, il enchaîne trois victoires à Östersund et prend la tête du classement général de la Coupe du monde. Il laisse ensuite Raphaël Poirée le devancer dans ce classement, avant de réduire l'écart en alignant quatre succès en janvier. Il finit par reprendre la tête et commence à creuser l'écart sur Poirée quand il gagne de nouveau une épreuve, la mass start de Lahti début février 2003. Une semaine plus tard, il gagne la poursuite d'Holmenkollen, une victoire qui « représente beaucoup de choses » pour lui, étant l'événement le plus prestigieux en biathlon pour les Norvégiens. Lors des Mondiaux disputés en Russie, il remporte son premier titre mondial individuel après quatre titres olympiques, en gagnant le sprint. Il conquiert ensuite un deuxième titre sur la mass start. Après la mass-start, course dans laquelle il a été le seul à ne commettre aucune faute au tir malgré des conditions venteuses, il déclare qu'il s'agit de la « meilleure course de sa carrière ». À l'issue de ces championnats, le Norvégien remporte pour la deuxième fois le classement général de la Coupe du monde après 1998, mais également les classements du sprint, de la poursuite et de la mass start, seul celui de l'Individuel, où il ne figure qu'au trentième rang, lui échappe.
Tenant du titre, il est cité comme le grand favori de la Coupe du monde 2003-2004, avec Frode Andresen. Dès l'étape d'ouverture à Kontiolahti, il s'impose sur le sprint et la poursuite avec une bonne marge sur ses concurrents. Il ajoute trois autres courses jusqu'à la mi-janvier à Hochfilzen, Pokljuka et Ruhpolding à chaque fois en poursuite. En février 2004, lors des Mondiaux d'Oberhof, Bjørndalen, bien que remportant trois médailles de bronze, en sprint, en poursuite et en Individuel, et l'argent avec le relais norvégien, est dominé par Poirée son rival français qui remporte une médaille dans les cinq épreuves, dont trois titres. Raphaël Poirée qui enchaîne plusieurs succès en fin de saison le devance au classement général
Ole Einar Bjørndalen entame la saison suivante en gagnant le sprint de Beitostølen. Lors de l'étape suivante de Coupe du monde disputée à Holmenkollen, il remporte le sprint avec une minute d'avance sur Raphaël Poirée. En janvier, Bjørndalen s'impose sur le sprint et la poursuite de Ruhpolding, le classement général reste dominé par Poirée. Il enchaîne par une victoire à l'Individuel d'Antholz qu'il conclut sans faute au tir malgré des conditions venteuses. Il continue ensuite sa série de victoires dans la station italienne, dominant le sprint et la poursuite ; il prend par la même occasion la tête du classement général de la Coupe du monde. Ensuite, absent un mois, il fait son retour à Pokljuka où il gagne la mass-start avec plus d'une minute d'avance sur Poirée grâce à un tir sans faute (vingt cibles atteintes sur vingt) et rapide. Lors des Mondiaux disputés à Hochfilzen, il remporte quatre titres (sprint, poursuite, mass-start et relais), ce qui lui permet de prendre l'avantage au classement général de la Coupe du monde sur Raphaël Poirée, malgré sept courses déjà manquées cette saison. L'Individuel, où il termine à la sixième place, après avoir commis trois erreurs sur la dernière série de tirs, est la seule épreuve qui échappe à son palmarès. Juste avant la dernière épreuve, il figure encore derrière Sven Fischer au classement général avec un retard de trente-cinq points. Il remporte finalement sa troisième Coupe du monde, devançant Sven Fischer et Raphaël Poirée grâce à douze victoires sur vingt épreuves disputées, son meilleur total en carrière. Il remporte également le globe du sprint, terminant deuxième sur l'ensemble des autres spécialités.

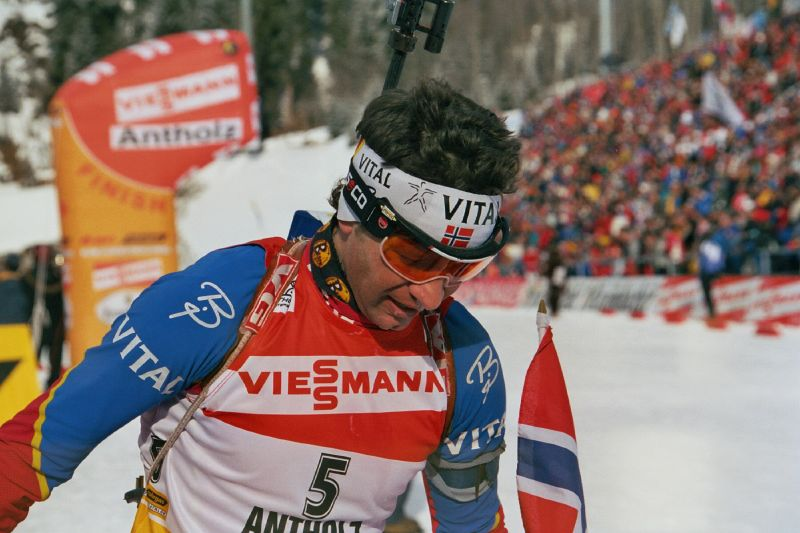
Ole Einar Bjørndalen en 2006.

La saison 2005-2006 de Bjørndalen commence par une victoire à la poursuite d'Östersund, mais durant décembre et début janvier il fait l'impasse sur plusieurs étapes de la Coupe du monde par choix puis en raison d'une grippe. Il retrouve la compétition lors de la dernière étape de Coupe du monde avant le début des Jeux olympiques à Anterselva où il s'impose sur la mass-start devançant son principal concurrent Raphaël Poirée avec plus d'une minute et demi, qui reste en tête de la Coupe du monde. Quelques semaines plus tard, lors Jeux de Turin, il espère gagner deux médailles d'or dont une en individuel. Pour cela il est parti s'entraîner en Autriche en haute altitude pour mieux s'acclimater aux conditions qui sont présentes aux Jeux (1 700 mètres d'altitude). Il remporte deux médailles d'argent, lors de l'Individuel, battu par l'Allemand Michael Greis qui a commis une seule erreur au tir contre deux pour Bjørndalen ainsi que lors de la poursuite. Dans cette course, il part pour son dernier tour à seulement six secondes du leader, le Français Vincent Defrasne. Il dépasse celui-ci à 800 mètres de l'arrivée. Lors des derniers mètres, le Français dépasse finalement le Norvégien, le devançant de 2,7 secondes. Lors de l'épreuve du relais, dernier membre de l'équipe à s'élancer, il commence son relais en dixième position avec un retard de deux minutes sept secondes. Finalement, il termine à la cinquième place ayant réduit de plus de moitié son retard. Lors de la dernière épreuve, le départ en masse, il termine à la troisième place. Il s'estime satisfait de ses Jeux olympiques, malgré l'absence de titre, et suggère qu'il puisse être présent pour les Jeux de Vancouver quatre ans plus tard pour essayer de battre le record de médailles de Bjørn Dæhlie dans les Jeux d'hiver qui s'élève à douze alors que lui en possède désormais neuf. La fin de saison est dominée par le Norvégien qui remporte six des huit dernières épreuves, dont les trois dernières à Holmenkollen devant son public. Cela lui permet de devancer le Français au classement général de la Coupe du monde, la troisième place étant occupée par l'Allemand Sven Fischer. Il remporte également les globes de la poursuite et de la mass-start (départ en masse).
Au début de la saison 2006-2007, il gagne les trois courses individuelles disputées à Östersund puis les deux à Hochfilzen dont la poursuite avec une marge inédite à ce niveau de plus de deux minutes. Du fait de son objectif de participer à la Coupe du monde de ski de fond, il décide de faire l'impasse sur une partie de la saison de Coupe du monde de biathlon. À l'occasion des Championnats du monde, à Anterselva, il remporte deux nouveaux titres, en sprint et sur la poursuite où seul le Tchèque Michal Šlesingr lui a opposé une résistance, obtenant également la médaille d'argent en relais masculin. Ayant manqué huit courses du calendrier, au classement général final, il est devancé par un Allemand, Michael Greis, en tête du classement de la Coupe du monde. Cette saison est la dernière disputée par son rival français Raphaël Poirée, qui termine à la troisième place de la Coupe du monde. Bjørndalen remporte un nouveau globe de spécialité, la mass start.

#### 2008-2009: record de titres mondiaux
En fin d'année 2007, il commence sa saison à Kontiolahti par une vingt-neuvième place lors de l'Individuel où il commet six fautes sur vingt avant de remporter le lendemain le sprint avec cette fois-ci aucune erreur au tir. Une semaine plus tard, à Hochfilzen, il termine deuxième du sprint derrière le Russe Dmitri Yaroshenko puis prend sa revanche le lendemain pour remporter devant Yaroshenko la poursuite. Le 15 décembre, il bat de nouveau Yaroshenko au sprint de Pokljuka et augmenter son avance sur celui-ci au classement général de la Coupe du monde. En janvier, il gagne la mass-start d'Oberhof ainsi que celle d'Antholz-Anterselva, ce qui le place en tant que favori pour les Mondiaux. Lors des Mondiaux disputés à Östersund, il remporte une médaille dans cinq disciplines, quatre sur chaque épreuve individuelle dont l'or sur la poursuite, son huitième titre individuel, battant le record de Poirée qui s'élevait à sept, l'argent sur l'Individuel et la mass-start (à chaque fois derrière Emil Hegle Svendsen) et le bronze sur le sprint, ainsi que l'argent lors du relais. Finalement, il remporte le classement général de la Coupe du monde, décrochant son cinquième gros gobe de cristal, bien qu'il ait manqué quelques courses à cause d'un rhume. Seul le globe de l'Individuel lui a échappé au profit du Français Vincent Defrasne.

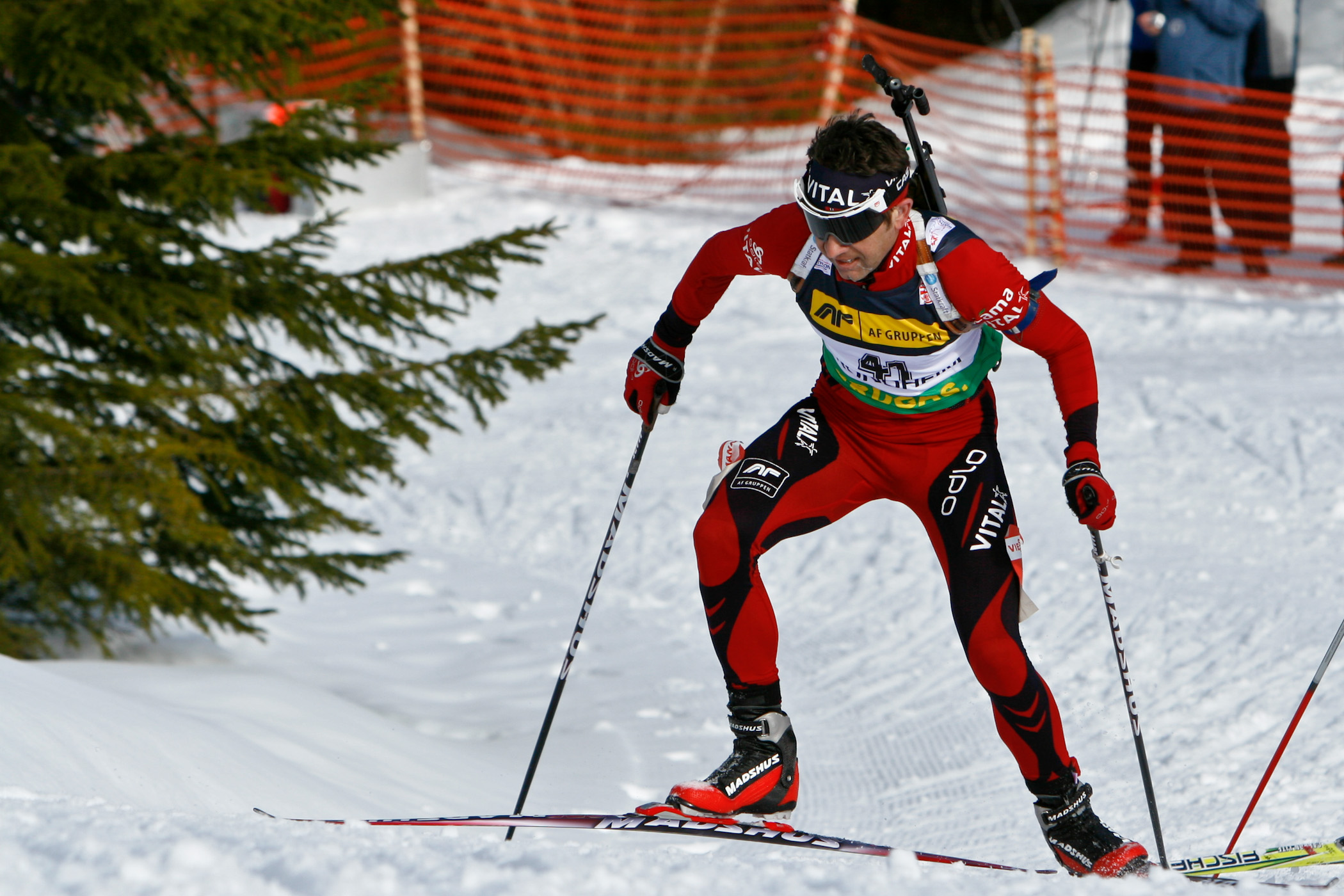
Ole Einar Bjørndalen en 2009.

Sa préparation pour la saison 2008-2009 est perturbée par un virus. En début de saison, il prend la deuxième place des poursuites d'Östersund et d'Hochfilzen. Il doit ainsi attendre l'étape de Ruhpolding en janvier pour remporter sa première manche de Coupe du monde de la saison, le sprint. Le lendemain, il remporte la poursuite et porte à quatre-vingt-quatre son nombre de victoires. Pour les Championnats du monde, il figure au titre des principaux favoris ainsi que son compatriote Emil Hegle Svendsen. Lors de la première épreuve, le sprint, il manque deux cibles mais parvient toutefois à s'imposer, les Norvégiens alignant quatre coureurs aux quatre premières places. Le lendemain, il remporte sa deuxième épreuve avec la poursuite. Il est un temps rétrogradé à la troisième place pour une erreur de parcours. Après des heures de délibération et avoir fait preuve que cette erreur ne lui avait pas donnée avantage, il retrouve son titre. Avec ces deux titres, les Championnats du monde et les Jeux olympiques étant comptabilisés en biathlon dans les statistiques de podiums en Coupe du monde, il égale le record de 86 succès du suédois Ingemar Stenmark en Coupe du monde, 85 en biathlon et une en ski de fond, pour finalement le dépasser le 17 février 2009 et devenir le recordman de victoires en ski toutes disciplines confondues en se parant d'or à l'Individuel 20 km avec trois erreurs au tir, son premier titre mondial sur cette distance. Lors de la dernière épreuve individuelle, la mass start, il est en tête avant la quatrième et dernière séance de tir. Mais deux fautes l'obligent à repartir avec trois autres biathlètes, dont l'Autrichien Dominik Landertinger qui déposera ses concurrents lors de la montée finale. Bjørndalen finit finalement quatrième. Cette place de quatrième est également la place qu'il obtient avec le relais mixte, épreuve qu'il dispute pour la première fois lors d'un mondial. Lors de la dernière épreuve, le relais, il comble un retard de onze secondes sur l'Autrichien Christoph Sumann pour offrir le titre à son équipe. La saison se conclut par le gain du classement général, portant à six son total de globes de cristal, égalant ainsi la Suédoise Magdalena Forsberg en tant que recordman des titres en Coupe du monde.

#### 2010-2013: recul dans la hiérarchie mondiale

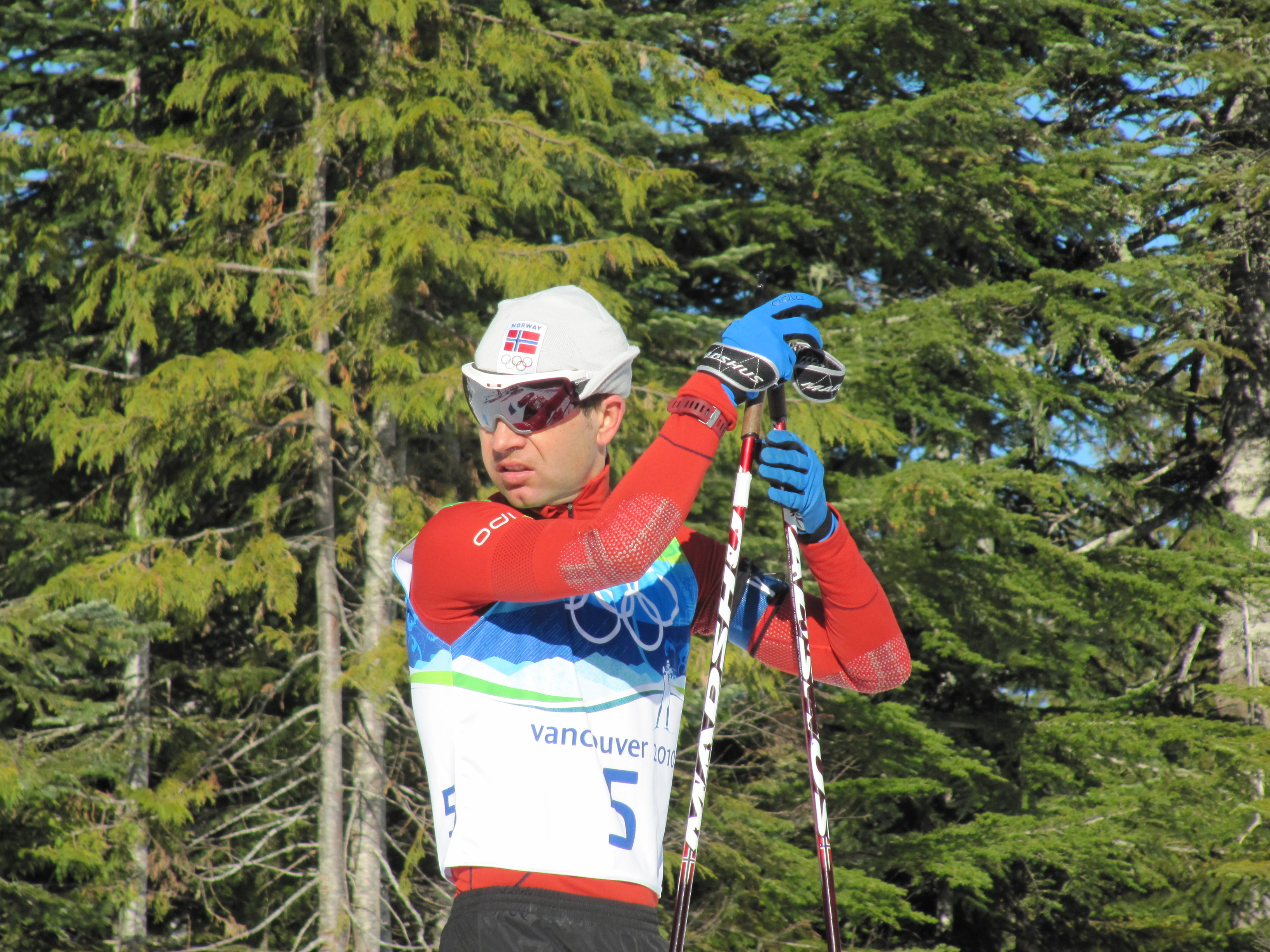
Ole Einar Bjørndalen durant la mass-start des Jeux olympiques d'hiver de 2010.

En préparation de la saison 2009-2010, il s'est particulièrement concentré sur sa technique de tir tout en montrant sa bonne forme sur les skis lors d'une étape de la Coupe du monde de ski de fond à Beitostølen qu'il achève à la onzième place. Après avoir entamé la Coupe du monde par une quarante-troisième place à l'Individuel d'Östersund, il se reprend pour remporter le sprint grâce à un sans faute au tir. Une semaine plus tard, il enchaîne avec un deuxième succès en s'imposant au sprint d'Hochfilzen devant deux Russes. Un mois plus tard, il gagne la mass-start d'Oberhof.
En février 2010, il participe à ces cinquièmes Jeux olympiques à l'occasion de l'édition de Vancouver. Après avoir terminé dix-septième du sprint puis septième de la poursuite, il finit deuxième de l'Individuel 20 km ex æquo avec Sergey Novikov à neuf secondes cinq dixièmes de son compatriote Emil Hegle Svendsen. Lors du relais masculin où il est accompagné de Tarjei Bø, Halvard Hanevold et Emil Hegle Svendsen, il remporte de nouveau le titre après celui de 2002, son sixième toutes épreuves confondues en faisant la différence face aux Autrichiens en tant que dernier relayeur.
Lors de la saison 2010-2011, qu'il entame avec beaucoup d'ambition après avoir fini dixième du classement général de la Coupe du monde précédente, il remporte une victoire à la poursuite d'Östersund après une deuxième place sur le sprint où une chute près de l'arrivée l'a privé de la victoire la veille. Ensuite, il a perdu du terrain dans la course au classement général face à ses compatriotes Svendsen et Bø et parce que malade en janvier, il a dû faire l'impasse sur des épreuves avant les Mondiaux. À l'occasion des Championnats du monde de Khanty-Mansiïsk, il remporte la médaille d'or en relais mixte, le seul titre mondial qui manquait et un nouveau titre sur le relais masculin. Ses résultats individuels comportent deux sixièmes places sur le sprint et la mass-start.
Durant l'été 2011, il subit une blessure au dos et est hospitalisé pendant quelques semaines. L'épisode ayant entraîné un retard dans sa préparation, il décide de faire l'impasse sur l'étape d'Oberhof pour pouvoir se concentrer sur l'entraînement. Le 12 février 2012, il s'impose pour la quatre-vingt-treizième fois en Coupe du monde en dominant la poursuite de Kontiolahti juste devant le favori de cette saison Martin Fourcade. Il devient à cette occasion le plus vieux vainqueur de la Coupe du monde de biathlon. Peu avant le début des Championnats du monde disputés à Ruhpolding, il annonce souhaiter prolonger sa carrière jusqu'aux Jeux olympiques de Sotchi en 2014 voire au-delà, dévoilant que sa motivation est « très forte » pour cet événement. Il porte lors de cette compétition son total de titres mondiaux à dix-huit après avoir participé aux succès norvégiens sur le relais mixte et le relais masculin. Il finit seizième de la Coupe du monde 2011-2012.
En 2013, vingt-cinquième mondial, il se présente dans un état de forme incertain aux Championnats du monde de Nové Město na Moravě après avoir manqué deux étapes de la Coupe du monde à cause d'un virus. Il y réalise son meilleur résultat de la saison en prenant la quatrième place du sprint. Non sélectionné pour le relais mixte, il termine ces Championnats par un quatrième titre consécutif dans l'épreuve du relais masculin, qui représente la cinquantième médaille internationale de sa carrière.

#### 2014: record de médailles aux Jeux olympiques d'hiver

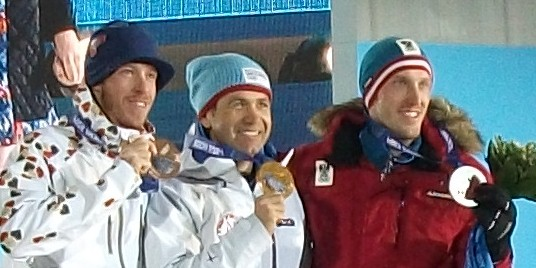
Ole Einar Bjørndalen (au centre avec la médaille d'or) sur le podium du sprint des Jeux olympiques d'hiver de 2014.

Ole Einar Bjørndalen a exprimé sa volonté d'arrêter sa carrière de biathlète après les Jeux olympiques de Sotchi en 2014 et qu'il doit désormais trouver de « nouvelles directions », bien qu'il s'agisse d'« une lourde décision » selon lui. Quelques semaines avant les Jeux de Sotchi, il a failli gagner une nouvelle épreuve de Coupe du monde, échouant à quatre dixièmes d'Emil Hegle Svendsen lors du sprint d'Oberhof.
Durant ces Jeux olympiques, il remporte dès le premier jour de compétition la médaille d'or en sprint malgré une faute au tir contre aucune pour ses plus proches concurrents. Il devient à cette occasion, le biathlète le plus âgé à remporter un titre olympique. Onze jours plus tard, il remporte à nouveau l'or, en compagnie de Tiril Eckhoff, Tora Berger et Emil Svendsen dans le relais mixte, nouvelle épreuve au programme olympique. Il devient alors le sportif le plus médaillé aux Jeux olympiques d'hiver devant son compatriote fondeur Bjørn Dæhlie avec treize podiums. Ses autres résultats individuels sont quatrième de la poursuite, trente-quatrième de l'individuel et vingt-quatrième de la mass start. Il dispute le relais, dernière épreuve des Jeux, en position d'avant dernier relayeur. L'avantage d'une trentaine de secondes qu'il donne à son équipe est insuffisant car Emil Svendsen est défaillant au tir et la Norvège termine au pied du podium. Cependant les longues procédures antidopage vont changer la donne rétrospectivement : le relais russe qui avait remporté la course est disqualifié. En 2024, soit dix ans plus tard, les Norvégiens récupèrent la médaille de bronze, ce qui fait donc une médaille supplémentaire, la quatorzième, pour Bjørndalen. Peu après la fin des Jeux 2014, il est revenu sur sa décision de prendre sa retraite à l'issue de la saison, en projetant de continuer jusqu'aux Championnats du monde 2016 disputés à Oslo. Il termine par ailleurs au sixième rang de la Coupe du monde, ce qui est son meilleur classement de ces cinq dernières saisons.

#### 2015-2016: brillant aux championnats du monde d'Oslo, démission du CIO
Si Ole Einar Bjørndalen reste plutôt discret lors de la saison 2014-2015, il commence la suivante par une victoire dans le 20 km d'Ostersund, le 95e succès de sa carrière et son premier en individuel depuis le sprint des Jeux de Sotchi. Après avoir fêté ses 42 ans, en mars 2016 lors des Championnats du monde d'Oslo, il porte son record de médailles mondiales à quarante-quatre dont vingt titres, en terminant quatre fois sur le podium : argent dans le sprint et dans la poursuite derrière Martin Fourcade, or en relais avec la Norvège et bronze à l'arrivée de la mass start. Dès lors, il n'est plus question pour lui de retraite, et compte tenu de la poursuite de ses activités sportives au plus haut niveau, son rôle actif au sein de la commission des athlètes du Comité International Olympique est compromis.
Ainsi, le 5 avril 2016, le champion norvégien annonce qu'il démissionne du CIO,. Il explique être décidé à poursuivre sa carrière pour au moins deux saisons supplémentaires, c'est-à-dire jusqu'aux Jeux olympiques de Pyeongchang 2018, et révèle être en couple avec la biathlète biélorusse triple championne olympique aux Jeux de Sotchi, Darya Domracheva, et attendre en sa compagnie son premier enfant,. Ils se marient en juillet 2016 et leur fille Xenia nait le 1er octobre de la même année.

#### De 2016 à 2018: pas de septièmes JO avant la retraite
Après une saison 2016-2017 plutôt discrète (un seul podium individuel, mais une 45e médaille mondiale avec le bronze de la poursuite aux championnats du monde de Hochfilzen le 12 février 2017), Ole Einar Bjørndalen se prépare activement pour la saison suivante avec pour objectif de disputer à l'âge de 44 ans les septièmes Jeux olympiques de sa carrière à Pyeongchang. Malheureusement, son meilleur résultat sera 18e de l'Individuel d'Östersund lors de la première étape de la saison 2017-2018. Finalement, après sa  42e place à Ruhpolding (Individuel) le 10 janvier 2018, la décision de l'encadrement du biathlon norvégien est annoncée : « Les résultats atteints par Ole Einar Bjørndalen en individuel pendant la Coupe du monde ne sont pas assez bons. Il n'a hélas pas satisfait aux critères de sélection », explique le responsable du Comité olympique norvégien, Tore Øvrebø. Les biathlètes norvégiens appelés à disputer les Jeux d'hiver 2018 sont les frères Johannes et Tarjei Bø, Emil Hegle Svendsen, Erlend Bjøntegaard, Henrik L'Abée-Lund et Lars Helge Birkeland. « Ce jour devait arriver… Mais je pense que j’aurais pu retrouver la forme d’ici les JO » dit alors l'octuple champion olympique, qui n'annonce pas pour autant la fin de sa carrière, expliquant qu'il prendra une décision en fin de saison. Il est toutefois présent à PyeongChang dans l'encadrement de l'équipe de Biélorussie auprès de son épouse Darya Domracheva,.
Il dispute la dernière épreuve de sa carrière en Coupe du monde à Tioumen le 24 mars 2018 terminant 32e de la poursuite. Le 3 avril 2018, il tient une conférence de presse dans sa ville natale de Simostranda pour annoncer sa retraite sportive à 44 ans. Il explique « Ma motivation était toujours aussi grande et le biathlon reste un plaisir pour moi. J'aurais bien continué quelques années de plus mais c'est ma dernière saison », évoquant aussi des problèmes de santé (un problème cardiaque nommé fibrillation atriale) et des raisons familiales puisque comme il l'explique « La famille est la chose la plus importante. Cette année à Pâques, nous nous sommes tous réunis à Beitostølen et ça faisait 25 ans que nous ne l'avions pas fait. Nous n'avons pas pu fêter Noël ou Pâques ensemble tout ce temps. Le haut niveau c'est dur à ce point ! Je veux aussi remercier tout le peuple norvégien. J'ai eu un soutien fantastique, j'ai eu des entraîneurs merveilleux, et un staff technique qui a fait un boulot de folie »,.

#### Un nouveau départ comme entraîneur
En septembre 2019, le couple Bjørndalen annonce son départ pour la Chine. Ole Einar et son épouse Darya Domracheva deviennent les entraîneurs de l'équipe chinoise de biathlon, recrutés par la Fédération chinoise pour préparer les athlètes du pays aux Jeux olympiques d'hiver de 2022. Il est l'entraîneur chef de l'équipe, elle est l'entraîneur des féminines. « Nous sommes heureux d’annoncer le début de notre coopération avec l’équipe chinoise de biathlon. C’est une équipe jeune avec de grandes ambitions et un grand potentiel d’amélioration et de développement. Nous nous mettons au travail dès ce jour et sommes impatients de partager nos années d’expérience avec l’équipe, qui organisera les prochains JO », écrivent-ils sur les réseaux sociaux.

### Rivalité avec Raphaël Poirée
Les spectateurs et admirateurs du biathlon assistent entre 1997 et 2007 à sa grande rivalité sportive contre le Français Raphaël Poirée où chacun leur tour, ils brillent aux Championnats du monde (Bjørndalen est neuf fois champion du monde, remporte 10 médailles d'argent et 9 de bronze), aux Jeux olympiques (le Norvégien possède six titres olympiques, remporte quatre médailles d'argent et deux de bronze) et en Coupe du monde où il s'impose à six reprises au classement général (en 1998, 2003, 2005, 2006, 2008 et 2009) devant Poirée (en 2000, 2001, 2002 et 2004).

### Carrière en ski de fond
Bjørndalen, dont les succès reposent en grande partie sur ses qualités de fondeur, décide de défier les spécialistes en coupe du monde de ski de fond à partir de 1998. Ses résultats, deux deuxièmes places au début de la saison 2001-2002 au 10 km de Kuopio et au 30 km de Ramsau, le décident à disputer le 30 km en style libre, départ en ligne, des Jeux de Salt Lake City en 2002 en complément des épreuves de biathlon qui commencent deux jours plus tard. Il déclare ne pas être effrayé par cet enchaînement. Il termine cette course à une cinquième place, battu au sprint dans le groupe pour la troisième place par Kristen Skjeldal et Pietro Piller Cottrer. Il est déçu par ce résultat qu'il explique par un manque d'expérience dans une course en ligne en ski de fond.
Le 18 novembre 2006, Bjørndalen remporte sa seule victoire en Coupe du monde de ski de fond à l'occasion du 15 km en style libre de Gällivare et devient à cette occasion le premier skieur à gagner une manche de Coupe du monde à la fois en ski de fond et en biathlon.
Il a également pris deux départs dans les Championnats du monde, tous deux sur le 15 km, terminant onzième en 2005 et treizième en 2007, édition durant laquelle il avait l'objectif de remporter le titre.

### Autres activités
Le 20 février 2014, Ole Einar Bjørndalen a été élu membre de la commission des athlètes du Comité international olympique pour une durée de huit ans avec la hockeyeuse canadienne Hayley Wickenheiser. Auparavant, il a occupé le poste de président de la commission des athlètes de l'Union internationale de biathlon. il démissionne du CIO le 5 avril 2016 en raison de sa volonté de poursuivre sa carrière sportive au plus haut niveau pour au moins deux saisons supplémentaires.

## Caractéristiques athlétiques et style

### Général
Mesurant 1,78 m et pesant 65 kg, Ole Einar Bjørndalen est considéré comme le meilleur biathlète de l'histoire,. Il est connu pour son professionnalisme poussé à l'extrême, cherchant toujours à innover au niveau des méthodes d'entraînement et de son matériel. Depuis le début de sa carrière, il a notamment encaissé d'importantes charges d'entraînement et a été le premier dans son sport à avoir un entraîneur personnel pour le tir, son propre préparateur mental et des contrats d'exclusivité pour le fart de ses skis de fond. Il s'est souvent servi de ses rivalités pour améliorer des détails comme lorsqu'il a modifié sa technique au tir avant les Jeux olympiques de Vancouver 2010. De même au niveau du ski, il a développé une nouvelle technique appelée « skip-hop » qui lui permet de gagner du temps dans les montées.
Il donne également beaucoup d'importance à sa santé et son hygiène et a rarement connu de longues périodes sans s'entraîner. Par exemple, cela se traduit par un rejet des boissons alcoolisées, sauf en de rares occasions ainsi que l'utilisation d'un désinfectant pour les mains après chaque poignée de main qu'il effectue.
Outre ses qualités physiques et techniques, le biathlète est doté d'une importante force mentale ce qui lui permet de développer un haut niveau de professionnalisme.

### Ski de fond

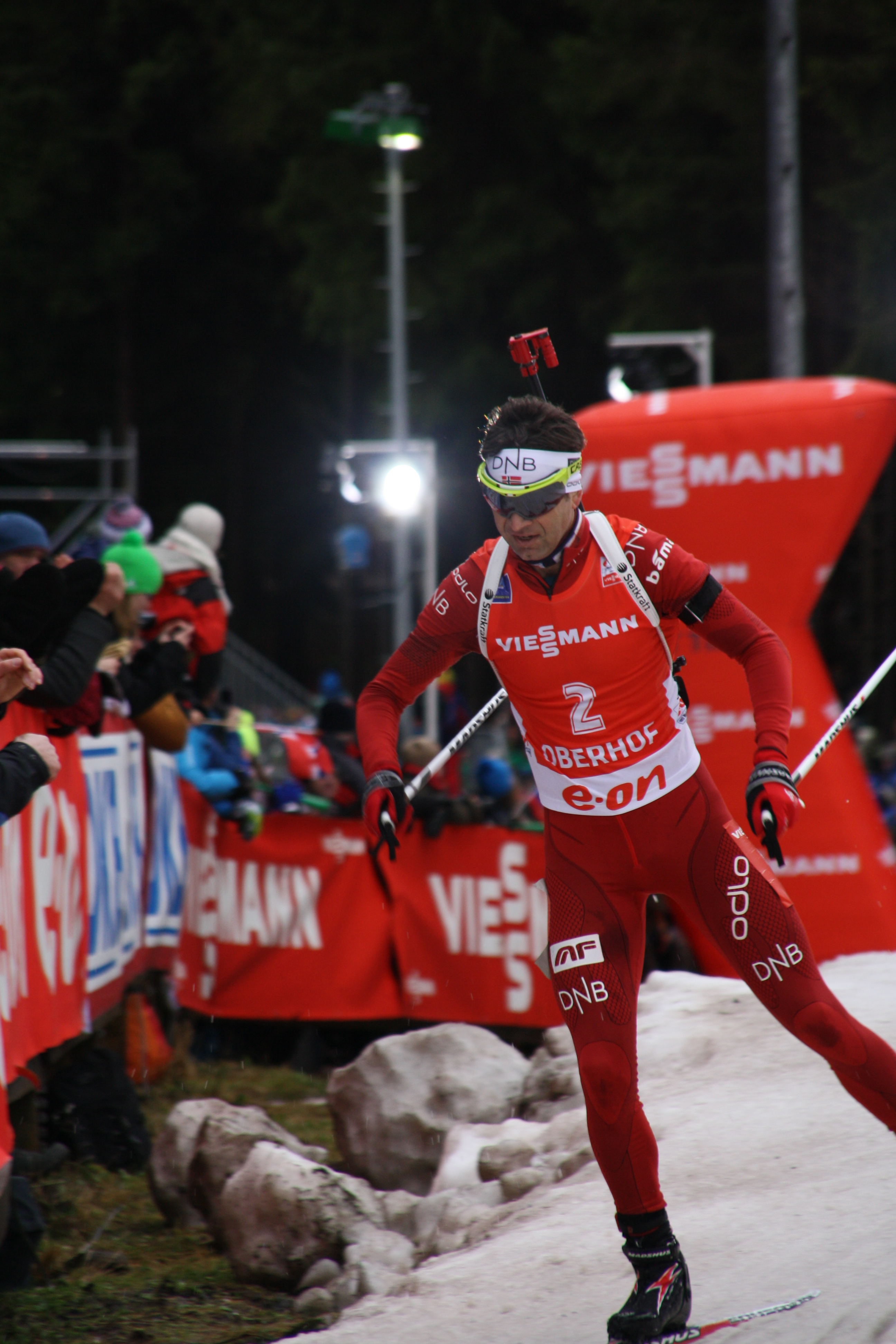
Ole Einar Bjørndalen lors de la poursuite d'Oberhof en 2014.

La rapidité sur les skis est sa spécialité, il est le seul biathlète à avoir gagné une épreuve de la Coupe du monde de ski de fond. Bon nombre de ses victoires ont été réalisées grâce à des temps de ski très rapides, compensant différents handicaps au tir par rapport à ses concurrents.
À l'inverse lorsque la course arrive au sprint, il est régulièrement dominé par ses concurrents, reconnaissant qu'il « manque de vitesse » dans ce cas.

### Performances en tir

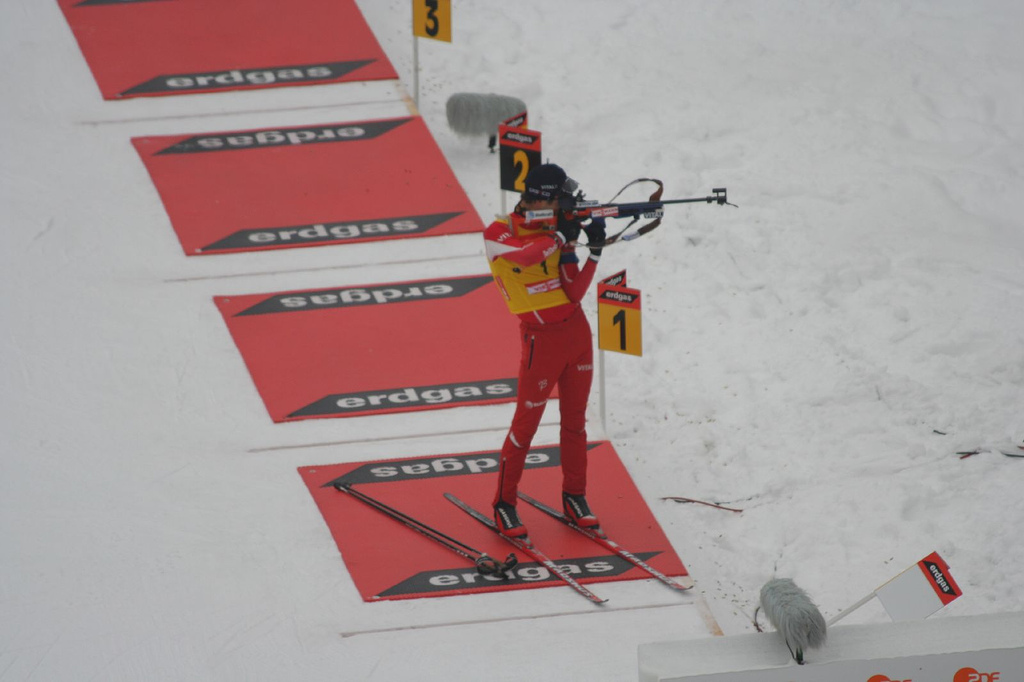
Ole Einar Bjørndalen au tir.

En 2011, sa réussite générale au tir depuis le début de sa carrière en Coupe du monde s'élevait à environ 83 %. Lors de la saison 2013-2014, son taux de réussite s'élevait à 83,4 %, un pourcentage le plaçant au milieu de la hiérarchie mondiale pendant que les meilleurs atteignent les 90 %.
En 2002, année de son grand chelem olympique, il affiche un pourcentage de 74,8 % de précision, le pire taux de sa carrière.
Lors de la saison 2009-2010, il adopte une nouvelle technique de tir en s'inspirant de celle de Simon Eder, ce qui lui permet de réaliser les cinq tirs debout en dix-huit secondes sans perdre de précision.
Par conséquent le tir n'est pas considéré comme élément déterminant de la plupart des succès d'Ole Einar Bjørndalen. Pour pallier ses faiblesses en ce domaine, il s'est entraîné de façon intensive.

#### Statistiques par saison
Ces statistiques sont fournies par l'Union internationale de biathlon.
| Réussite au tir  | 2004 2005 | 2005 2006 | 2006 2007 | 2007 2008 | 2008 2009 | 2009 2010 | 2010 2011 | 2011 2012 | 2012 2013 | 2013 2014 | 2014 2015 | 2015 2016 | 2016 2017 | 2017 2018 |
| ---------------- | --------- | --------- | --------- | --------- | --------- | --------- | --------- | --------- | --------- | --------- | --------- | --------- | --------- | --------- |
| Total            | 85 %      | 84 %      | 84 %      | 83 %      | 85 %      | 83 %      | 86 %      | 80 %      | 83 %      | 83 %      | 85 %      | 84 %      | 85 %      | 85 %      |
| position couchée | 89 %      | 84 %      | 85 %      | 84 %      | 85 %      | 87 %      | 89 %      | 85 %      | -         | 87 %      | 88 %      | 84 %      | 88 %      | 81 %      |
| position debout  | 81 %      | 84 %      | 84 %      | 82 %      | 86 %      | 80 %      | 83 %      | 75 %      | -         | 79 %      | 82 %      | 84 %      | 83 %      | 90 %      |

## Vie privée
Ses deux frères Hans Anton et Dag ont également pratiqué le biathlon, Dag l'ayant exercé au niveau international. Les trois frères formaient au début des années 1990 l'« Équipe Bjørndalen ».
Malgré sa rivalité avec Raphaël Poirée, ils ont longtemps cohabité à l'entraînement après que Poirée eut décidé d'émigrer en Norvège.
Il a également vécu à Dobbiaco en Italie, marié le 27 mai 2006 à la biathlète italienne Nathalie Santer qu'il a rencontrée en 1998, puis divorcé en octobre 2012. Ensuite, il est retourné vivre à Obertilliach, dans le Tyrol.
Après les Jeux de Sotchi, il se rapproche de la triple championne olympique biélorusse Darya Domracheva, puis confirme le 5 avril 2016 être en couple avec elle. Ils se marient en juillet 2016 et leur premier enfant, une fille prénommée Xenia, nait le 1er octobre de la même année,.
Ses principaux loisirs sont la moto, l'escalade et le vélo.

## Palmarès en biathlon

### Jeux olympiques
En six participations aux Jeux olympiques d'hiver entre 1994 et 2014, Ole Einar Bjørndalen a remporté quatorze médailles, dépassant en 2014 le record de Bjørn Dæhlie qui s'élevait à douze médailles. Il a obtenu huit médailles d'or — soit autant que Dæhlie — dont cinq individuelles, quatre en argent et deux en bronze (dont une rétrospectivement, en 2024, pour les Jeux de 2014), obtenant au moins deux médailles lors de chaque édition, excepté la première en 1994 à Lillehammer. En 2002 à Salt Lake City, Bjørndalen a fait le plein de médailles d'or en remportant les quatre titres olympiques attribués (sprint, poursuite, individuel et relais).
| Épreuve / Édition                   | Individuel                         | Sprint                         | Poursuite                          | Mass start                          | Relais                              | Relais mixte                     |
| Jeux olympiques 1994 Lillehammer    | 36e                                | 28e                            | Épreuve inexistante à cette date   | Épreuve inexistante à cette date    | 7e                                  | Épreuve inexistante à cette date |
| Jeux olympiques 1998 Nagano         | 7e                                 | Médaille d'or, Jeux olympiques | Épreuve inexistante à cette date   | Épreuve inexistante à cette date    | Médaille d'argent, Jeux olympiques  | Épreuve inexistante à cette date |
| Jeux olympiques 2002 Salt Lake City | Médaille d'or, Jeux olympiques     | Médaille d'or, Jeux olympiques | Médaille d'or, Jeux olympiques     | Épreuve inexistante à cette date    | Médaille d'or, Jeux olympiques      | Épreuve inexistante à cette date |
| Jeux olympiques 2006 Turin          | Médaille d'argent, Jeux olympiques | 11e                            | Médaille d'argent, Jeux olympiques | Médaille de bronze, Jeux olympiques | 5e                                  | Épreuve inexistante à cette date |
| Jeux olympiques 2010 Vancouver      | Médaille d'argent, Jeux olympiques | 16e                            | 7e                                 | 26e                                 | Médaille d'or, Jeux olympiques      | Épreuve inexistante à cette date |
| Jeux olympiques 2014 Sotchi         | 33e                                | Médaille d'or, Jeux olympiques | 4e                                 | 22e                                 | Médaille de bronze, Jeux olympiques | Médaille d'or, Jeux olympiques   |

Légende :
- : première place, médaille d'or
- : deuxième place, médaille d'argent
- : troisième place, médaille de bronze
- — : Non disputée
- : épreuve non olympique ou inexistante

### Championnats du monde
Il a remporté 45 médailles aux Championnats du monde dont 20 en or — comprenant 11 titres dans des épreuves individuelles —, 14 en argent et 11 en bronze. Ce total de médailles représente le record du biathlon. Entre les Mondiaux de 1997 et ceux de 2017, il a ramené au moins une médaille de chaque championnat.
| Mondiaux \ Épreuve            | Individuel                | Sprint                    | Poursuite                        | Mass start                       | Relais                    | Relais mixte                     | Épreuve par équipes              |
| 1995 Antholz                  | 12e                       | 4e                        | Épreuve inexistante à cette date | Épreuve inexistante à cette date | 5e                        | Épreuve inexistante à cette date | -                                |
| 1996 Ruhpolding               | 19e                       | 6e                        | Épreuve inexistante à cette date | Épreuve inexistante à cette date | 4e                        | Épreuve inexistante à cette date | -                                |
| 1997 Brezno                   | 6e                        | 9e                        | Médaille de bronze, monde        | Épreuve inexistante à cette date | Médaille d'argent, monde  | Épreuve inexistante à cette date | 4e                               |
| 1998 Pokljuka Hochfilzen      | JO Nagano                 | JO Nagano                 | Médaille d'argent, monde         | Épreuve inexistante à cette date | JO Nagano                 | Épreuve inexistante à cette date | Médaille d'or, monde             |
| 1999 Kontiolahti Holmenkollen | 4e                        | 19e                       | 5e                               | Médaille de bronze, monde        | Médaille de bronze, monde | Épreuve inexistante à cette date | Épreuve inexistante à cette date |
| 2000 Holmenkollen Lahti       | 20e                       | 5e                        | 4e                               | Médaille de bronze, monde        | Médaille d'argent, monde  | Épreuve inexistante à cette date | Épreuve inexistante à cette date |
| 2001 Pokljuka                 | 10e                       | 19e                       | 4e                               | Médaille d'argent, monde         | Médaille de bronze, monde | Épreuve inexistante à cette date | Épreuve inexistante à cette date |
| 2002 Holmenkollen             | JO Salt Lake City         | JO Salt Lake City         | JO Salt Lake City                | 7e                               | JO Salt Lake City         | Épreuve inexistante à cette date | Épreuve inexistante à cette date |
| 2003 Khanty-Mansiïsk          | 30e                       | Médaille d'or, monde      | 8e                               | Médaille d'or, monde             | 4e                        | Épreuve inexistante à cette date | Épreuve inexistante à cette date |
| 2004 Oberhof                  | Médaille de bronze, monde | Médaille de bronze, monde | Médaille de bronze, monde        | 7e                               | Médaille d'argent, monde  | Épreuve inexistante à cette date | Épreuve inexistante à cette date |
| 2005 Hochfilzen               | 6e                        | Médaille d'or, monde      | Médaille d'or, monde             | Médaille d'or, monde             | Médaille d'or, monde      | -                                | Épreuve inexistante à cette date |
| 2006 Pokljuka                 | JO Turin                  | JO Turin                  | JO Turin                         | JO Turin                         | JO Turin                  | Médaille d'argent, monde         | Épreuve inexistante à cette date |
| 2007 Antholz                  | 32e                       | Médaille d'or, monde      | Médaille d'or, monde             | 4e                               | Médaille d'argent, monde  | -                                | Épreuve inexistante à cette date |
| 2008 Östersund                | Médaille d'argent, monde  | Médaille de bronze, monde | Médaille d'or, monde             | Médaille d'argent, monde         | Médaille d'argent, monde  | -                                | Épreuve inexistante à cette date |
| 2009 Pyeongchang              | Médaille d'or, monde      | Médaille d'or, monde      | Médaille d'or, monde             | 4e                               | Médaille d'or, monde      | 4e                               | Épreuve inexistante à cette date |
| 2010 Khanty-Mansiïsk          | JO Vancouver              | JO Vancouver              | JO Vancouver                     | JO Vancouver                     | JO Vancouver              | Médaille d'argent, monde         | Épreuve inexistante à cette date |
| 2011 Khanty-Mansiïsk          | 6e                        | 22e                       | 23e                              | 5e                               | Médaille d'or, monde      | Médaille d'or, monde             | Épreuve inexistante à cette date |
| 2012 Ruhpolding               | 47e                       | 21e                       | 27e                              | 8e                               | Médaille d'or, monde      | Médaille d'or, monde             | Épreuve inexistante à cette date |
| 2013 Nove Mesto               | 25e                       | 4e                        | 10e                              | 23e                              | Médaille d'or, monde      | -                                | Épreuve inexistante à cette date |
| 2015 Kontiolahti              | 6e                        | 19e                       | 5e                               | 4e                               | Médaille d'argent, monde  | -                                | Épreuve inexistante à cette date |
| 2016 Holmenkollen             | 17e                       | Médaille d'argent, monde  | Médaille d'argent, monde         | Médaille de bronze, monde        | Médaille d'or, monde      | -                                | Épreuve inexistante à cette date |
| 2017 Hochfilzen               | 47e                       | 8e                        | Médaille de bronze, monde        | 23e                              | 8e                        | -                                | Épreuve inexistante à cette date |

légende :
- - : Bjørndalen n'a pas participé à l'épreuve

### Coupe du monde
- 6 gros globes de cristal :
  - Vainqueur du classement général en 1998, 2003, 2005, 2006, 2008 et 2009.
- 19 petits globes de cristal :
  - Vainqueur du classement du sprint en  1997, 1998, 2000, 2001, 2003, 2005, 2008 et 2009.
  - Vainqueur du classement de la poursuite en 2000, 2003, 2006, 2008 et 2009.
  - Vainqueur du classement de l'Individuel en 2005.
  - Vainqueur du classement de la mass start en 2003, 2005, 2006, 2007 et 2008.
- 258 podiums[11] pour 580 épreuves de la coupe du monde courues :
  - 179 podiums individuels : 95 victoires, 54 deuxièmes places et 30 troisièmes places.
  - 72 podiums en relais : 36 victoires, 21 deuxièmes places et 15 troisièmes places.
  - 6 podiums en relais mixte : 4 victoires et 2 deuxièmes places.
  - 1 podium par équipes : 1 victoire.

#### Classements détaillés
Longtemps détenteur du record du nombre de victoires au classement général avec six succès (jusqu'à la saison 2016-2017), il figure sur le podium du classement général pendant treize saisons consécutives de 1996-1997 à 2008-2009. Il a aussi remporté dix neuf classements de spécialités (sprint, poursuite, Individuel et mass-start), récompensés par des petits globes de cristal.
| Saison    | Général | Général  | Individuel | Individuel | Sprint | Sprint   | Poursuite                        | Poursuite                        | Mass start (départ en masse)     | Mass start (départ en masse)     |
| Saison    | Points  | Position | Points     | Position   | Points | Position | Points                           | Position                         | Points                           | Position                         |
| --------- | ------- | -------- | ---------- | ---------- | ------ | -------- | -------------------------------- | -------------------------------- | -------------------------------- | -------------------------------- |
| 1992–1993 | ?       | 62e      | ?          | ?          | ?      | ?        | Épreuve inexistante à cette date | Épreuve inexistante à cette date | Épreuve inexistante à cette date | Épreuve inexistante à cette date |
| 1993–1994 | 57      | 30e      | 34         | ?          | 23     | ?        | Épreuve inexistante à cette date | Épreuve inexistante à cette date | Épreuve inexistante à cette date | Épreuve inexistante à cette date |
| 1994–1995 | 178     | 4e       | 63         | ?          | 115    | 1er      | Épreuve inexistante à cette date | Épreuve inexistante à cette date | Épreuve inexistante à cette date | Épreuve inexistante à cette date |
| 1995–1996 | 141     | 9e       | 37         | ?          | 104    | 6e       | Épreuve inexistante à cette date | Épreuve inexistante à cette date | Épreuve inexistante à cette date | Épreuve inexistante à cette date |
| 1996–1997 | 303     | 2e       | 67         | 9e         | 158    | 1er      | 78                               | 3e                               | Épreuve inexistante à cette date | Épreuve inexistante à cette date |
| 1997–1998 | 289     | 1er      | 71         | 3e         | 185    | 1er      | ?                                | 14e                              | Épreuve inexistante à cette date | Épreuve inexistante à cette date |
| 1998–1999 | 397     | 2e       | 48         | 4e         | 130    | 6e       | 174                              | 3e                               | 45                               | 3e                               |
| 1999–2000 | 448     | 2e       | 36         | ?          | 161    | 1er      | 200                              | 1er                              | 51                               | 9e                               |
| 2000–2001 | 911     | 2e       | 110        | 2e         | 393    | 1er      | 272                              | 2e                               | 136                              | 2e                               |
| 2001–2002 | 692     | 3e       | 108        | 2e         | 219    | 5e       | 315                              | 3e                               | 50                               | 17e                              |
| 2002–2003 | 737     | 1er      | 16         | 34e        | 328    | 1er      | 230                              | 1er                              | 150                              | 1er                              |
| 2003–2004 | 901     | 2e       | 75         | 6e         | 341    | 2e       | 315                              | 2e                               | 138                              | 2e                               |
| 2004–2005 | 923     | 1er      | 130        | 1er        | 330    | 1er      | 317                              | 2e                               | 146                              | 1er=                             |
| 2005–2006 | 814     | 1er      | 92         | 2e         | 253    | 2e       | 283                              | 1er                              | 186                              | 1er                              |
| 2006–2007 | 732     | 2e       | 90         | 6e         | 201    | 10e      | 265                              | 2e                               | 180                              | 1er                              |
| 2007–2008 | 869     | 1er      | 59         | 7e         | 383    | 1er      | 247                              | 1er                              | 180                              | 1er                              |
| 2008–2009 | 1080    | 1er      | 110        | 4e         | 372    | 1er      | 342                              | 1er                              | 199                              | 2e                               |
| 2009–2010 | 593     | 10e      | 54         | 25e        | 265    | 7e       | 108                              | 16e                              | 152                              | 7e                               |
| 2010–2011 | 586     | 10e      | 126        | 4e         | 205    | 14e      | 113                              | 20e                              | 142                              | 7e                               |
| 2011–2012 | 548     | 16e      | -          | nc         | 199    | 18e      | 239                              | 5e                               | 110                              | 17e                              |
| 2012–2013 | 463     | 22e      | 33         | 35e        | 173    | 19e      | 167                              | 16e                              | 90                               | 26e                              |
| 2013–2014 | 556     | 6e       | 10         | 43e        | 260    | 4e       | 194                              | 9e                               | 92                               | 8e                               |
| 2014–2015 | 524     | 14e      | 76         | 11e        | 207    | 14e      | 134                              | 19e                              | 107                              | 16e                              |
| 2015–2016 | 577     | 13e      | 84         | 7e         | 199    | 12e      | 167                              | 15e                              | 127                              | 11e                              |
| 2016–2017 | 631     | 9e       | 83         | 9e         | 218    | 8e       | 183                              | 17e                              | 147                              | 7e                               |
| 2017–2018 | 120     | 43e      | 23         | 32e        | 54     | 43e      | 37                               | 46e                              | 6                                | 43e                              |

 :  La poursuite a été introduite en Coupe du monde au cours de la saison 1996-1997, et la mass-start lors de la saison 1998-1999 

#### Détail des victoires individuelles
Ole Einar Bjørndalen signe sa première victoire individuelle en Coupe du monde en janvier 1996 en remportant l'Individuel d'Antholz. Sur l'ensemble de sa carrière, il a obtenu quatre-vingt-quinze victoires, dont seize lors des compétitions majeures que sont les Jeux olympiques et les Championnats du monde, et soixante-dix-neuf dans les épreuves de la Coupe du monde ordinaire. Lors du Festival de ski d'Holmenkollen dont l'étape de Coupe du monde de biathlon fait partie intégrante, il a gagné sept courses en tout. Sa dernière victoire en Coupe du monde a été obtenue à Ōstersund sur l'individuel, en début de saison 2015-2016, soit pratiquement 20 ans après sa première victoire en Coupe du monde.
| Saison / Épreuve | Individuel                | Sprint                                                                          | Poursuite                                                              | Mass start                                  | Total |
| 1995-1996        | Antholz-Anterselva        |                                                                                 |                                                                        |                                             | 1     |
| 1996-1997        |                           | Oberhof Ruhpolding                                                              | Oberhof                                                                | 3                                           |       |
| 1997-1998        |                           | Antholz-Anterselva Nagano (J.O)                                                 |                                                                        | 2                                           |       |
| 1998-1999        |                           | Hochfilzen                                                                      | Oberhof Antholz-Anterselva                                             |                                             | 3     |
| 1999-2000        | Hochfilzen                | Oberhof                                                                         | Oberhof Hochfilzen Antholz-Anterselva                                  |                                             | 5     |
| 2000-2001        | Salt Lake City            | Hochfilzen Ruhpolding Antholz-Anterselva Salt Lake City                         | Osrblie Salt Lake City                                                 | Antholz-Anterselva                          | 8     |
| 2001-2002        | Salt Lake City (J.O)      | Hochfilzen Salt Lake City (J.O)                                                 | Hochfilzen Salt Lake City (J.O)                                        |                                             | 5     |
| 2002-2003        |                           | Pokljuka Oberhof Ruhpolding Khanty-Mansiïsk (Ch du monde)                       | Östersund Pokljuka Ruhpolding Holmenkollen                             | Oberhof Lahti Khanty-Mansiïsk (Ch du monde) | 11    |
| 2003-2004        |                           | Kontiolahti                                                                     | Kontiolahti Hochfilzen Pokljuka Ruhpolding                             |                                             | 5     |
| 2004-2005        | Antholz-Anterselva        | Beitostølen Holmenkollen Ruhpolding Antholz-Anterselva Hochfilzen (Ch du monde) | Ruhpolding Antholz-Anterselva Hochfilzen (Ch du monde) Khanty-Mansiïsk | Pokljuka Hochfilzen (Ch du monde)           | 12    |
| 2005-2006        |                           | Pokljuka Holmenkollen                                                           | Östersund Kontiolahti Pokljuka Holmenkollen                            | Antholz-Anterselva Holmenkollen             | 8     |
| 2006-2007        | Östersund                 | Östersund Hochfilzen Ruhpolding Antholz-Anterselva (Ch du monde)                | Östersund Hochfilzen Antholz-Anterselva (Ch du monde) Holmenkollen     | Ruhpolding Holmenkollen                     | 11    |
| 2007-2008        |                           | Kontiolahti Pokljuka Khanty-Mansiïsk                                            | Hochfilzen Östersund (Ch du monde)                                     | Oberhof Antholz-Anterselva                  | 7     |
| 2008-2009        | Pyeongchang (Ch du monde) | Ruhpolding Pyeongchang (Ch du monde)                                            | Ruhpolding Pyeongchang (Ch du monde) Trondheim                         | Trondheim                                   | 7     |
| 2009-2010        |                           | Östersund Hochfilzen                                                            |                                                                        | Oberhof                                     | 3     |
| 2010-2011        |                           |                                                                                 | Östersund                                                              |                                             | 1     |
| 2011-2012        |                           |                                                                                 | Kontiolahti                                                            |                                             | 1     |
| 2013-2014        |                           | Sotchi (J.O)                                                                    |                                                                        |                                             | 1     |
| 2015-2016        | Östersund                 |                                                                                 |                                                                        |                                             | 1     |
| Total            | 8                         | 36                                                                              | 37                                                                     | 14                                          | 95    |

#### Statistiques des podiums
Son nombre total de podiums s'élève à deux cent cinquante-huit dont cent soixante-dix-neuf individuels et soixante-dix-sept en relais. Vainqueur de quatre-vingt-quinze épreuves individuelles en Coupe du monde, la poursuite est l'épreuve où il a obtenu le plus grand nombre de victoires avec trente-sept unités.
| Résultat  | Individuel | Sprint | Poursuite | Mass start | Relais (H. & mixte) | Par équipes | Total |
| --------- | ---------- | ------ | --------- | ---------- | ------------------- | ----------- | ----- |
| 1re place | 8          | 36     | 37        | 14         | 40                  | 1           | 136   |
| 2e place  | 9          | 24     | 14        | 7          | 23                  | 0           | 77    |
| 3e place  | 2          | 12     | 8         | 8          | 15                  | 0           | 45    |

### Championnats du monde junior
Ole Einar Bjørndalen connaît sa première sélection en équipe nationale aux Championnats du monde junior en 1992 où il remporte sa première médaille avec le bronze dans l'épreuve par équipes. Un an plus tard, il est titré à trois reprises sur l'Individuel, le sprint et dans l'épreuve par équipes.
| Mondiaux \ Épreuve | Individuel    | Sprint        | Relais | Par équipes        |
| ------------------ | ------------- | ------------- | ------ | ------------------ |
| 1992 Canmore       | 23e           | 47e           | 6e     | Médaille de bronze |
| 1993 Ruhpolding    | Médaille d'or | Médaille d'or | 8e     | Médaille d'or      |

Légende :
- : troisième place, médaille de bronze

### Championnats du monde de biathlon d'été
- Médaille d'or du relais en 1997.
- Médaille d'argent du sprint en 1996.
- Médaille de bronze du sprint en 1997.

## Palmarès en ski de fond

### Jeux olympiques
En plus de sa participation aux épreuves de biathlon aux Jeux olympiques de Salt Lake City en 2002 couronnée avec succès avec quatre médailles d'or, il prend le départ du trente kilomètres libre de ski de fond. Initialement sixième de la course, il se classe finalement cinquième après la disqualification pour dopage de l'Espagnol Johann Mühlegg.
| Édition \ Épreuve                   | 30 km libre |
| ----------------------------------- | ----------- |
|                                     |             |
| Jeux olympiques 2002 Salt Lake City | 5e          |

### Championnats du monde
Il participe aux Championnats du monde de ski nordique en 2005 et 2007 à chaque fois avant de prendre part aux Championnats du monde de biathlon. Participant au 15 km en style libre dans les deux cas, il termine onzième en 2005 puis treizième en 2007.
| Mondiaux \ Épreuve | 15 km libre |
| ------------------ | ----------- |
| 2005 Oberstdorf    | 11e         |
| 2007 Sapporo       | 13e         |

### Coupe du monde
- Meilleur classement général : 29e en 2002.
- 3 podiums individuels dont 1 victoire et 2 deuxièmes places.
- 2 podiums en relais : 1 deuxième place et 1 troisième place.

#### Classements en Coupe du monde
| Saison    | Classement général final | Classement distance   | Classement sprint |
| 1998-1999 | 63e                      | 48e (longue distance) | 89e               |
| 2001-2002 | 29e                      |                       |                   |
| 2002-2003 | 100e                     |                       |                   |
| 2003-2004 | 108e                     | 69e                   |                   |
| 2004-2005 | 64e                      | 39e                   |                   |
| 2006-2007 | 46e                      | 25e                   |                   |
| 2007-2008 | 81e                      | 49e                   |                   |
| 2010-2011 | 153e                     | 97e                   |                   |

#### Détail de la victoire individuelle
Le 18 novembre 2006, il remporte le 15 km en style libre devant son compatriote Tore Ruud Hofstad et devient le premier biathlète à remporter une manche de la Coupe du monde de ski de fond.
| Saison \ Épreuve | 15 km libre |
| ---------------- | ----------- |
| 2006-2007        | Gällivare   |

## Distinctions et honneurs
En 2002, il est désigné sportif norvégien de l'année et reçoit le prix honorifique Egebergs Ærespris pour ses performances en biathlon et ski de fond. En 2011, il est récompensé par la Médaille Holmenkollen avec Michael Greis et Andrea Henkel, premiers biathlètes à l'obtenir.
En novembre 2014, il reçoit le prix du meilleur athlète des Jeux olympiques de Sotchi dans une cérémonie organisée par l'association des comités nationaux olympiques.
Licencié au Simostranda IL, une statue à son honneur a été inaugurée à Simostranda en 2008,.